# 山姜
山姜（学名：Alpinia japonica）为姜科山姜属下的一个种。

## 延伸阅读
[在维基数据编辑]
 《植物名實圖考·山薑》，出自吳其濬《植物名實圖考》